# Església parroquial de Sant Joan Baptista d'Espadella
L'església parroquial de Sant Joan Baptista, el nom de la qual segons el bisbat de Sogorb-Castelló és Església de la Degollació de Sant Joan Baptista, es localitza al carrer de l'Església 10, d'Espadella, a la comarca de l'Alt Millars, i és un lloc proposat per ser catalogat com a Bé de rellevància local, als corresponents catàlegs municipals de béns i espais protegits i que, havent estat tramitats conforme al procediment ordinari establert en l'article 47 de la Llei 4/1998, d'11 de juny, de la Generalitat, del Patrimoni Cultural Valencià, compten amb l'informe favorable de la conselleria competent en matèria de cultura, faltant l'aprovació definitiva per l'organisme competent en matèria d'urbanisme; amb la categoria de Monument d'interès local, i amb un codi d'identificació: 12.08.058-003, a 18 de desembre de 2013.
Pertany a l'arxiprestat 9, conegut com de La nostra Senyora de l'Esperança, amb seu a Onda, del Bisbat de Sogorb-Castelló.

## Descripció
L'actual temple data del segle xvii i está construït seguint les pautes de l'ordre corinti. El temple està exempt per tres dels seus laterals i la planta és de creu llatina, amb tres naus (presentant capelles en les laterals) i creuer. De fàbrica de paredat i reforç de carreus en les cantonades. Poden observar-se els contraforts que sobresurten per sobre de les naus laterals de menor altura que la central. La coberta és de teula i presenta cúpula en el creuer.
La façana principal de l'església és un mur llis revocat, rematada amb una petita cornisa que passa per davant del campanar. A la façana s'observa la portada de pedra, de tipus retaule i factura neoclàssica, que presenta dos cossos:
- L'inferior, en el qual destaca la presència de la porta que està emmarcada per pilastres, amb capitells (amb forma de voluta) que sostenen la llinda llisa, rematat per àmplia cornisa.
- El superior, que presenta un buit central rectangular, amb pilastres laterals actuant com a suport del frontó triangular amb pinacle.

En una de les façanes laterals de l'església es troba un rellotge de sol amb la inscripció: "AИO de I799.", i les xifres en nombres àrabs, que ha estat recentment repintat. A més, en les cornises de les teulades apareixen pintats, en vermell, els maons aparellats.
Presenta, en el seu exterior, un típic campanar barroc valencià, que en estar la resta l'edifici catalogat com a BRL, fa que les campanes, que en ell se situen, estiguin també catalogades la qual cosa fa necessària una aprovació prèvia per part de Conselleria, de qualsevol intervenció que es vulgui realitzar en elles.
Té planta quadrada i tres cossos, estant integrat el primer (que no presenta ornaments) en un lateral de la façana principal de l'església (sobresortint de l'església però formant part del primer cos de la torre campanar i com un afegitó a aquesta, hi ha un rellotge mecànic). El segon cos està emmarcat per cornises d'igual característiques per tots els seus laterals, presenta un buit central i es remata amb capitell. En l'últim cos, el tercer, s'observa un templet circular amb cupulí i penell, sobre murs diagonals.
En el campanar existeix un joc de campanes de considerable antiguitat i valor històric i patrimonial, per la qual cosa és recomanable la seva protecció i restauració. Presenta dues campanes anomenades:
- La Gran, datada de 1744, amb un diàmetre de 72 centímetres i un pes de 216 quilograms. Es desconeix el seu fonedor.
- La Petita, datada de 1858, un diàmetre de 62 centímetres i un pes de 138 quilograms. També es desconeix el seu fonedor.

Respecte a l'interior, presenta quatre  crugies, i coberta a volta de canó amb llunetes (sota els quals s'obren finestres rectangulars) a la nau central per donar il·luminació a aquest. Per la seva banda, les naus laterals, de menor altura es cobreixen amb voltes esquifades (que són unes voltes derivades de les de racó de claustre, en les quals el vèrtex d'unió de les arestes és una superfície plana o una línia, i que s'utilitza, normalment, per a cobrir espais rectangulars en les naus laterals). El creuer per la seva banda presenta, en els braços la coberta en volta de canó, mentre que en el creuer, ja hem dit que presenta cúpula, recolzada en trompes.
La decoració interior es redueix a pilars acanalats rematats en capitells  corintis a la nau central, que sostenen un arquitrau decorat per caps d'àngels; en els arcs apareixen motius del segle xviii i en les petxines de la volta, s'observen representacions figurades dels quatre evangelistes.
A més, el temple compta amb un arxiu parroquial censat en el "Cens-guia d'Arxius d'Espanya i Iberoamèrica".